# Герард, Теодор фон
Карл Теодор фон Герард (нем. Karl Theodor von Guérard; 29 декабря 1863, Кобленц — 21 июля 1943, Ахаус) — немецкий политик.
Родился в семье юриста. Окончив гимназию в Дюссельдорфе, изучал право в университетах Фрайбурга, Бонна и Берлина. В 1886—1888 гг. работал в суде, затем перешёл на государственную службу. В 1905—1928 гг. работал в администрации обер-президента Рейнской провинции.
В 1920—1930 гг. депутат Рейхстага от партии Центра, представлял избирательный округ, в состав которого входили Кобленц и Трир. С 1926 г. заместитель председателя парламентской фракции партии Центра. В 1928—1931 гг. занимал министерские посты в правительствах Германа Мюллера и Генриха Брюнинга: в 1928—1929 и 1930—1931 гг. министр транспорта, в промежутке в 1929—1930 гг. министр юстиции. После этого заметной политической роли не играл.
Был женат на дочери офтальмолога Альберта Моорена, их дочь Аннемария вышла замуж за табачного фабриканта Пауля Ольденкотта (1889—1965).